# 英廷按察使
英廷按察使（英語：Crown advocate）是部分前英國殖民地（及曾經英國）中政府檢察官的頭銜。在前英國殖民地及一些境外司法管轄區的英國法院，該頭銜被（或曾經被）高級政府律師使用。直到最近，在英格蘭及威爾斯，這個頭銜還曾用於皇家檢控署聘用的初級檢控官。

## 英國
在英國，按察使是檢察官的一種（另有檢控官），其職分是分析、審視、準備及呈示皇家法庭及上訴法庭的各種案件，包括在更嚴重及複雜的案件中擔任初級訟辯人。按察使須掌握所有刑事犯罪的最新知識，並將保持大量的案件工作，其中包括審視更嚴重及複雜的案件。
除此之外，還有高級按察使（Senior Crown Advocate）及首席按察使（Principal Crown Advocate）。

## 英國在華及在日最高法院
1878年，駐中國及日本的大英按察使司衙門設立了按察使的職位。第一位擔任該職位的人是韓能（Nicholas John Hannen）。這個職位類似於各殖民地律政司（Attorney General）的職位。按察使不是外交部的全職僱員，但因擔任按察使而獲得報酬。按察使被允許接受與他作為按察使的職分不相衝突的私人客戶的案件。

## 馬耳他
英廷按察使的職位於1839年設立，以取代律政司的職位。該職位於1922年被廢除，其職分由庫務大律師（Treasury Counsel）接管。1936年，新設立的律政司接管了庫務大律師的職分。

## 澳洲

### 新南威爾士州
新南威爾士州刑事法律專員（Crown Advocate）是根據《1979年刑事法律專員法令》（Crown Advocate Act, 1979）的規定委任的。
刑事法律專員向該州律政司提供法律意見，特別是關於刑事法律的問題，並在具有特別意義的刑事法律程序中代表新南威爾士州政府出庭。刑事法律專員協助法律政策專員行使或履行律政司根據 《1969年法律政策專員法令》（Solicitor General Act, 1969）第4條授予的任何權力、權限、職責或職能。

### 南澳州
南澳州按察使（Crown Advocate）負責處理本州的重大民事及商事訴訟，並將在更複雜的事宜中擔任高級出庭律師。

### 塔斯曼尼亞州
由1973年至1986年，塔斯曼尼亞州刑事檢控專員名稱為Crown Advocate，1986年改稱Director of Public Prosecutions。